# Margariscus margarita
Mulet perlé, Mulet perlé du nord
Espèce
Synonymes
- Clinostomus margarita
Cope, 1867
- Leuciscus carletoni
Kendall, 1903
- Leuciscus margarita
(Cope, 1867)
- Semotilus margarita
(Cope, 1867)[1]

Statut de conservation UICN

 LC  : Préoccupation mineure
Le mulet perlé ou mulet perlé du nord (Margariscus margarita, en anglais Allegheny pearl dace) est une espèce de poissons de la famille des Cyprinidae. C'est un poisson d'eau douce démersal, avec un dos vert foncé et un corps argenté. Cette espèce est omnivore, consommant des algues aussi bien que des arthropodes. Son aire de répartition couvre le sud du Canada et le nord des États-Unis. Bien qu'elle ne soit pas considérée comme en danger au niveau fédéral aux États-Unis, plusieurs États considèrent cette espèce comme en voie de disparition ou menacée ; elle fait face à des menaces de destruction de son habitat et à des espèces envahissantes.

## Description
M. margarita est un poisson d'eau douce du fond. Des exemplaires de 16 cm de long ont été mesurés, mais il ne dépasse généralement pas 9 cm. Son âge maximum attesté est de quatre ans. Son corps est long avec de petits yeux et une petite bouche. Sa nageoire dorsale, sa nageoire anale et ses nageoires pelviennes ont chacune huit rayons. Sa face dorsale est vert foncé, avec des flancs argentés et une face ventrale grise ou blanche. Entre la fin de l'automne et l'été, les mâles peuvent avoir une brillante bande rouge orangée sur les flancs, sous leur ligne latérale.
Cette espèce est omnivore : son régime alimentaire comprend des algues et des arthropodes, comme les chironomidés et les puces d'eau. M. margarita fraye au printemps. Cette espèce atteint généralement sa maturité sexuelle à un an.

## Distribution et habitat

Aire de distribution.

Cette espèce habite l'Amérique du Nord, le sud du Canada et le nord des États-Unis. On la trouve dans le Mississippi, la baie d'Hudson et les Grands Lacs. Elle habite les lacs, les étangs et les rivières, généralement sur un substrat sableux ou graveleux. Elle se nourrit à vue,, ce qui nécessite des eaux claires, que ce soit dans des cours d'eau ou dans des systèmes de drainage des tourbières.

## Relations avec les humains
Margariscus margarita n'est pas considéré comme en danger au niveau fédéral aux États-Unis ; il est cependant considéré comme en voie de disparition ou menacé dans plusieurs États. L'espèce est rare dans la région des Grandes Plaines, ayant décliné depuis la colonisation de la région. M. margarita est principalement menacé par la destruction et l'altération de son habitat et par l'introduction d'espèces. Les activités humaines telles que la construction de réservoirs, le pompage des eaux souterraines, les détournements de cours d'eau et leur canalisation menacent son habitat. L'introduction d'espèces exotiques comme les bars, les brochets ou les truites a un effet particulièrement néfaste sur cette espèce. M. margarita est également capturé pour être utilisé comme appât, ce qui peut contribuer à son déclin.